# Alexis Abessolo
Alexis Abessolo – gaboński muzyk pochodzący z regionu Woleu-Ntem na północy kraju. Jego muzyka odzwierciedla wiele wpływów, m.in. wpływ mvett. w 1996 występował z orkiestrą BSB Music (1985, Liceum Stanu l'Estuaire) et ABC Jazz-Band (1987, Liceum Państwowe imienia Léona Mba), popularność przyniosła mu jednak dopiero piosenka Mvett 2000. Ostatni z wydanych przez niego albumów to Mvett 2000 phase II (2000).

## Dyskografia
- Mvett 2000 in Transcendance (Mbala, 1995)
- Neney  1998[1]
- Mvett 2000, phase II (Kage-Pro 2000)
- Felissa 2001[1]